# 藤田嗣治
藤田 嗣治（ふじた つぐはる、1886年11月27日 - 1968年1月29日）は、日本生まれのフランスの画家・彫刻家。フランスに帰化後の洗礼名はレオナール・ツグハル・フジタ（Léonard Tsugouharu Foujita、レオナール・フジタとも）。
第一次世界大戦前よりフランスのパリで活動、猫と女を得意な画題とし、日本画の技法を油彩画に取り入れつつ、独自の「乳白色の肌」とよばれた裸婦像などは西洋画壇の絶賛を浴びた。エコール・ド・パリの代表的な画家である。

## 生涯

### 家柄
1886年（明治19年）、東京府牛込区（現在の東京都新宿区）新小川町の医者の家に4人兄弟の末っ子として生まれた。父・藤田嗣章（つぐあきら）（1854 - 1941年）は、大学東校（東京大学医学部の前身）で医学を学んだ後、軍医として台湾や朝鮮などの外地衛生行政に携り、森鷗外の後任として最高位の陸軍軍医総監（中将相当）にまで昇進した人物。祖父の藤田嗣服は元田中藩士。曽祖母は江戸時代の文人画家春木南湖の血筋である。兄の嗣雄（1885 - 1967）は朝鮮総督府や陸軍省に在職した法制学者・上智大学教授で、陸軍大将児玉源太郎の四女と結婚。また、義兄（姉たちの夫）に、父の元部下でのちに陸軍軍医総監となった中村緑野（中原中也の名づけ親）、芦原甫の養子・信之（医師）がいる。小山内薫は嗣治の従兄、舞踊評論家の蘆原英了と建築家の蘆原義信は甥にあたる。又、遠い親戚に千葉雄大がいる。

### パリに至るまで
藤田は子供の頃から絵を描き始める。父の転勤に伴い7歳から11歳まで熊本市で過ごした。小学校は熊本県師範学校附属小学校（現在の熊本大教育学部附属小）に通った。1900年、高等師範附属小学校（現在の筑波大学附属小学校）を、1905年に高等師範附属中学校（現在の筑波大学附属中学校・高等学校）を卒業。その頃には、画家としてフランスへ留学したいと希望するようになる。
1905年（明治38年）、森鷗外の薦めもあって東京美術学校（現在の東京藝術大学美術学部）西洋画科に入学する。しかし当時の日本画壇はフランス留学から帰国した黒田清輝らのグループにより性急な改革の真っ最中で、いわゆる印象派や光にあふれた写実主義がもてはやされており、藤田の作風は不評で成績は中の下であった。表面的な技法ばかりの授業に失望した藤田は、それ以外の部分で精力的に活動し、観劇や旅行、同級生らと授業を抜け出しては吉原遊廓に通いつめるなどしていた。1910年に同校を卒業。卒業に際して製作した『自画像』（東京芸術大学所蔵）は、黒田が忌み嫌った黒を多用しており、挑発的な表情が描かれている。なお精力的に展覧会などに出品したが、当時黒田清輝らの勢力が支配的であった文展などでは全て落選している。
1911年（明治44年）、長野県の木曽へ旅行し、『木曽の馬市』や『木曽山』の作品を描き、また薮原の極楽寺（木祖村）の天井画を描いた（現存）。この頃女学校の美術教師であった鴇田登美子（鴇田とみ）と出会って、2年後の1912年に結婚。鴇田とともに榛名湖（群馬県）などを訪れた際に描いたと思われる油彩画『榛名湖』が2017年、鴇田の生家（千葉県市原市）の解体中の蔵から発見されている。    
新宿百人町にアトリエを構えるが、フランス行きを決意した藤田は妻を残して単身パリへ渡航。最初の結婚は1年余りで破綻する。

### パリでの出会い

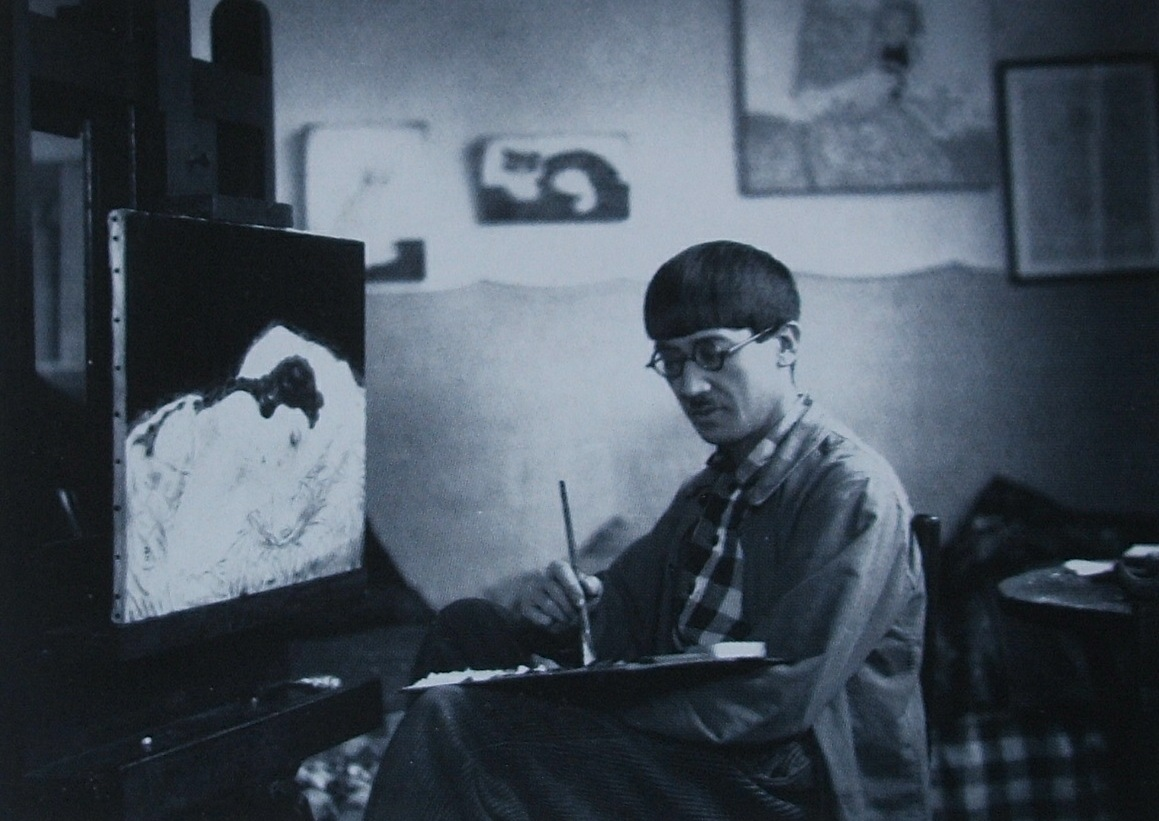
1917年、パリにて

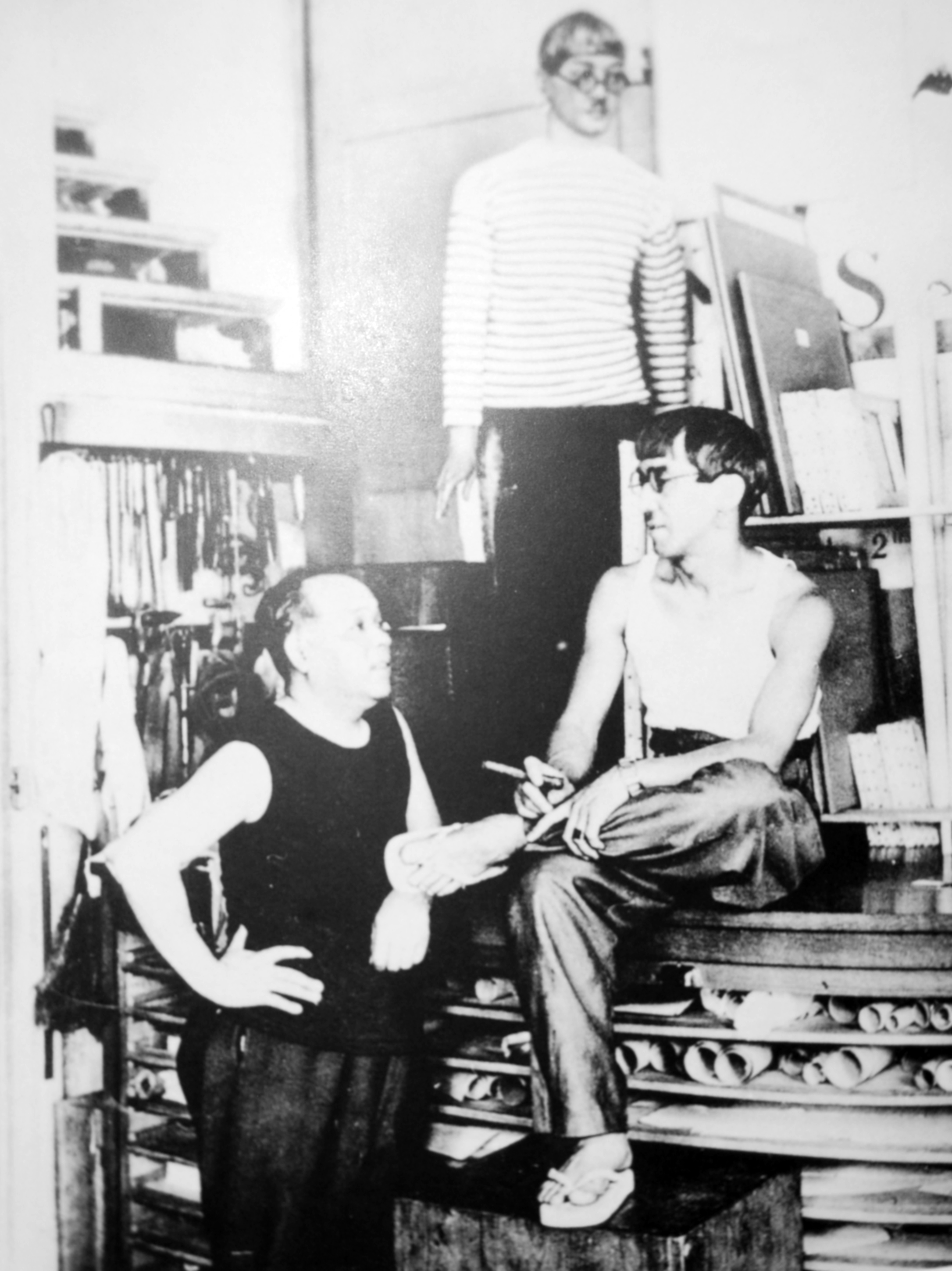
パリのアトリエにて（1918年）

1913年（大正2年）に渡仏し、パリのモンパルナスに居を構えた。当時のモンパルナス界隈は町外れの新興地に過ぎず、家賃の安さで芸術家、特に画家が多く暮らしていた。藤田は、隣の部屋に住んでいて後に「親友」と呼んだアメデオ・モディリアーニやシャイム・スーティンらと知り合う。また彼らを通じて、後のエコール・ド・パリのジュール・パスキン、パブロ・ピカソ、オシップ・ザッキン、モイズ・キスリング、ジャン・コクトーらと交友を結びだす。フランスでは「ツグジ」と呼ばれた（嗣治の読みをフランス人にも発音しやすいように変えたもの）。
また、同じようにパリに来ていた川島理一郎や、島崎藤村、薩摩治郎八、金子光晴､岡田謙三ら日本人とも出会っている。このうち、フランス社交界で「東洋の貴公子」ともてはやされた、大富豪の薩摩治郎八との交流は藤田の経済的支えともなった。
パリでは既にキュビズムやシュールレアリズム、素朴派など、新しい20世紀の絵画が登場しており、日本で「黒田清輝流の印象派の絵こそが洋画」だと教えられてきた藤田は大きな衝撃を受ける。この絵画の自由さ、奔放さに魅せられ、今までの作風を全て放棄することを決意した。「家に帰って先ず黒田清輝先生ご指定の絵の具箱を叩き付けました」と藤田は自身の著書で語っている。

### 第一次世界大戦
1914年、パリでの生活を始めてわずか1年後に第一次世界大戦が勃発。日本からの送金が途絶え、生活は貧窮した。戦時下のパリでは絵が売れず、食事にも困り、寒さのあまりに描いた絵を燃やして暖を取ったこともあった。そんな生活が2年ほど続き、フランス領内に侵攻していたドイツ軍が守勢に転じて大戦が終局に向かい出した1917年3月、カフェで出会ったフランス人モデルのフェルナンド・バレエと2度目の結婚をした。この頃に初めて藤田の絵が売れた。最初の収入は、わずか7フランであったが、その後少しずつ絵は売れ始め、3か月後には初めての個展を開くまでになった。
シェロン画廊で開催されたこの最初の個展では、著名な美術評論家であったアンドレ・サルモン (en:André Salmon) が序文を書き、良い評価を受けて、すぐに絵も高値で売れるようになった。翌1918年に第一次世界大戦が終結。戦後の好景気に合わせて多くのパトロンがパリに集まって来ており、この状況が藤田に追い風となった。

### パリの寵児

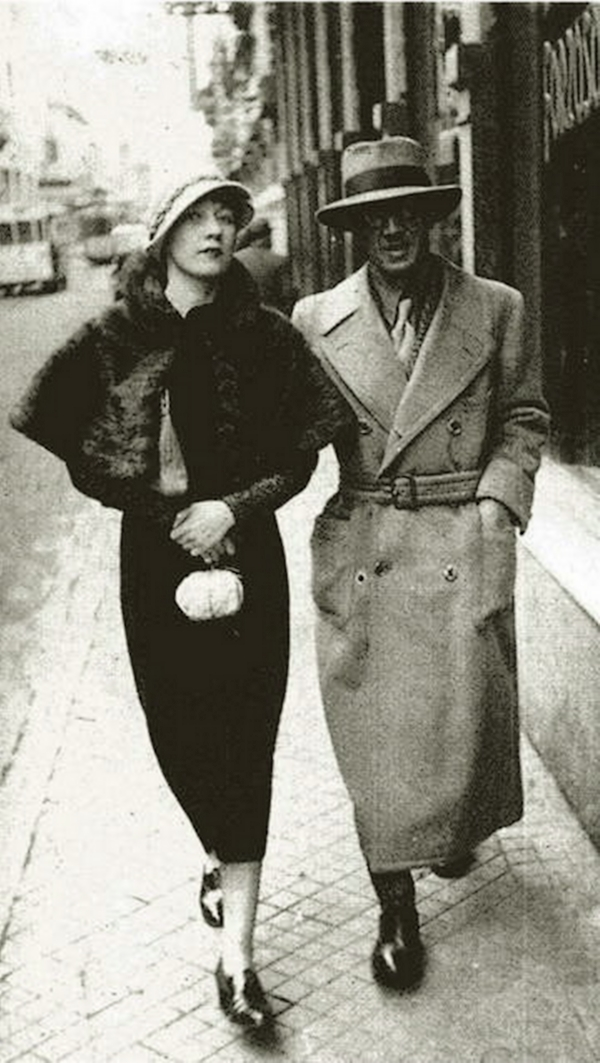
モンパルナスを歩く藤田嗣治とアリス・プラン(キキ)

面相筆による線描を生かした独自の技法による、独特の透きとおるような画風はこの頃に確立。以後、サロンに出す度に黒山の人だかりができた。サロン・ドートンヌの審査員にも推挙され、急速に藤田の名声は高まった。
当時のモンパルナスにおいて経済的な面でも成功を収めた数少ない画家であり、画家仲間では珍しかった熱い湯の出るバスタブを据え付けた。多くのモデルがこの部屋にやって来てはささやかな贅沢を楽しんだが、その中にはマン・レイの愛人であったキキも含まれている。彼女は藤田のためにヌードとなったが、その中でも『寝室の裸婦キキ (Nu couché à la toile de Jouy)』と題される作品は、1922年のサロン・ドートンヌでセンセーションを巻き起こし、8000フラン以上で買いとられた。
このころ、藤田はフランス語の綴り「Foujita」から「FouFou（フランス語でお調子者の意）」と呼ばれ、フランスでは知らぬ者はいないほどの人気を得ていた。1925年にはフランスからレジオン・ドヌール勲章、ベルギーからレオポルド勲章を贈られた。

### 南アメリカへ

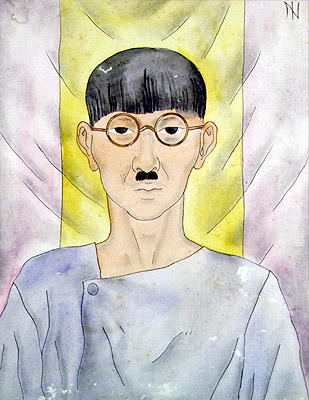
藤田の肖像（イスマエル・ネリ、1930年代）

2人目の妻、フェルナンドとは急激な環境の変化に伴う不倫関係の末に離婚し、藤田自身が「お雪」と名づけたフランス人女性リュシー・バドゥと結婚。リュシーは教養のある美しい女性だったが酒癖が悪く、夫公認で詩人のロベール・デスノスと愛人関係にあり、その後離婚する。
1931年には、新しい愛人マドレーヌ (Madeleine Lequeux 1910 - 1936)を連れて個展開催のため、南北アメリカへに向かった。ヨーロッパと文化、歴史的に地続きで、藤田の名声も高かった南アメリカで初めて開かれた個展は大きな賞賛で迎えられ、アルゼンチンのブエノスアイレスでは6万人が個展に訪れ、1万人がサインのために列に並んだといわれる。
マドレーヌは戸塚の家で脳溢血で急死した。

### 日本への帰国

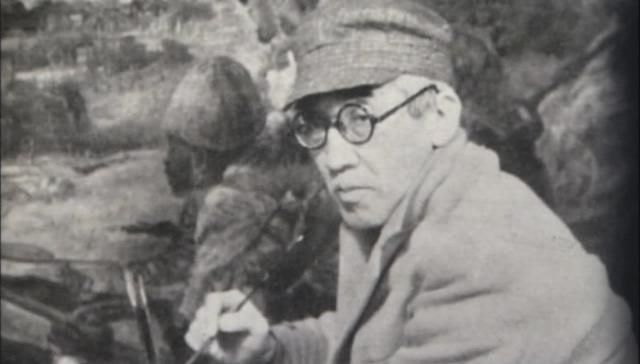
陸軍美術協会理事長時代の藤田

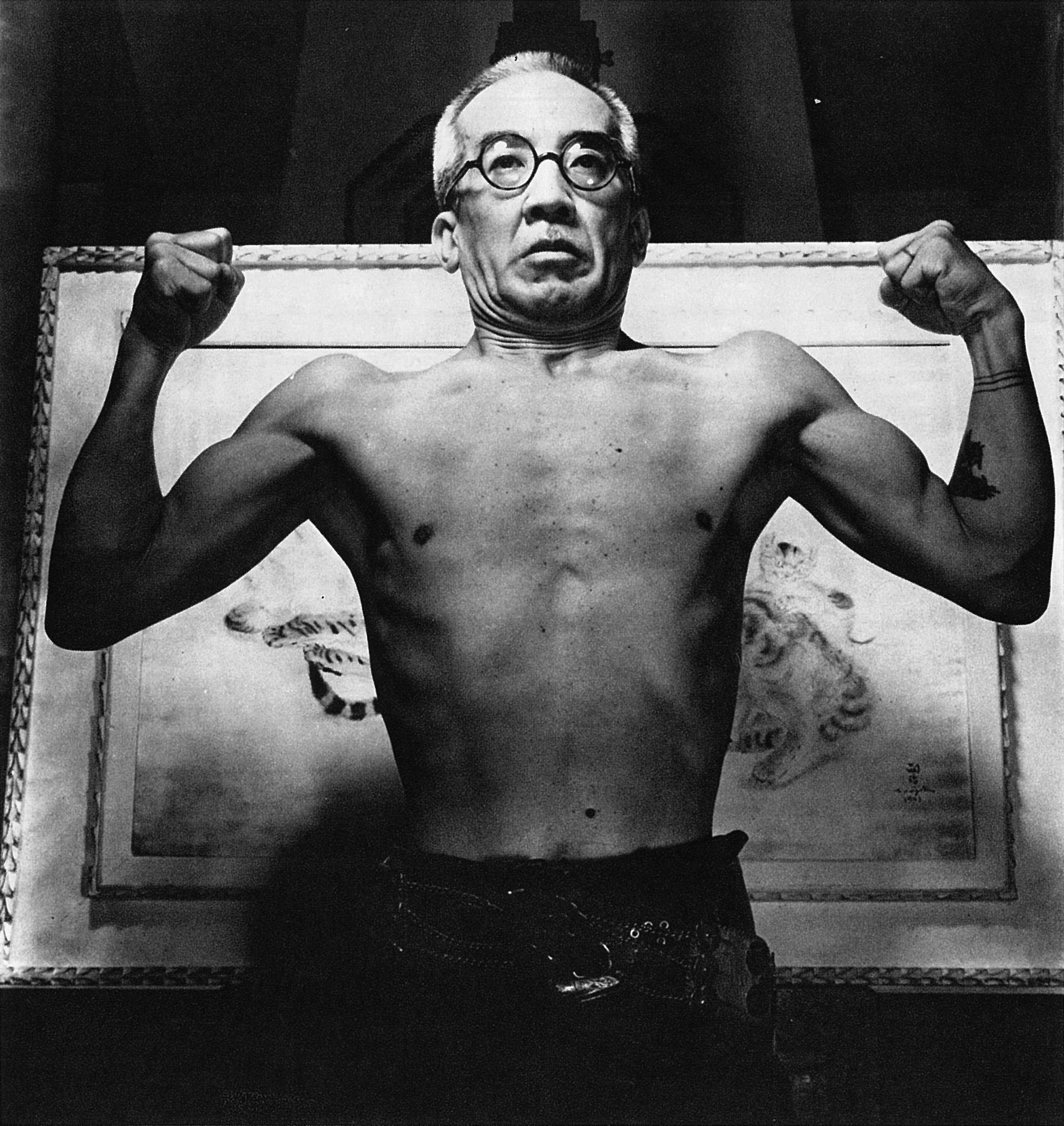
1942年頃、東京のアトリエにて

その後、1933年に南アメリカから日本に帰国、1935年に25歳年下の君代（1911年 - 2009年）と出会い、一目惚れして翌年5度目の結婚をして、終生連れ添った。1936年、旧友ジャン・コクトーが世界一周の旅で日本に滞在した際は、藤田と再会し詩人の堀口大學らと共に相撲観戦や夜の歓楽街の散策を供にした（その時、藤田の案内で学生絵画グループ「表現」が銀座の紀伊国屋画廊で開催していた展覧会を訪れ、ジャン・コクトーが大塚耕二の作品を称賛した）。
1938年からは1年間、小磯良平らとともに従軍画家として日中戦争中の中華民国に渡り、1939年に日本に帰国した。
その後再びパリへ戻ったが、同年9月には第二次世界大戦が勃発。翌年5月23日、ドイツにパリが占領される直前にパリを離れ、同年7月7日、再度日本に帰国した。その後、太平洋戦争に突入した日本において陸軍美術協会理事長に就任することとなり、戦争画（下参照）の製作を手掛けた。南方などの戦地を訪問しつつ『哈爾哈（ハルハ）河畔之戦闘』（題材はノモンハン事件）や『アッツ島玉砕』（アッツ島の戦い）などの作品を書いた。
このような振る舞いは、終戦後の占領期では「戦争協力者」と批判されることもあった。また、陸軍美術協会理事長という立場であったことから、一時はGHQからも聴取を受けるべく身を追われることとなり、千葉県内の味噌醸造業者の元に匿われていたこともあった。また1945年11月頃からGHQの命令に近い形で、戦争画の収集作業に協力させられている。こうしたGHQに占領された戦後の日本国内の情勢に嫌気が差した藤田は、1949年に日本を去りフランスに向うこととなる。

### フランスに帰化
傷心の藤田がフランスに戻った時には、既に多くの親友の画家たちがこの世を去るか亡命しており、フランスのマスコミからも「亡霊」呼ばわりされるという有様だったが、その後もいくつもの作品を残している。そのような中で再会を果たしたパブロ・ピカソとの交友は晩年まで続いた。1955年にフランス国籍を取得（その後、日本国籍を抹消）。1957年、フランス政府からレジオン・ドヌール勲章シュバリエ章を贈られた。

### 晩年
1959年にはランスのノートルダム大聖堂でカトリックの洗礼を受け、シャンパン「G.H.マム」の社主のルネ・ラルーと、「テタンジェ」のフランソワ・テタンジェから「レオナール」と名付けてもらい、レオナール・フジタとなった。またその後、ランスにあるマムの敷地内に建てられた「フジタ礼拝堂」の設計と内装のデザインを行った。1968年1月29日にスイスのチューリヒにおいて、ガンのため死亡した。遺体は「フジタ礼拝堂」に埋葬された。日本政府から勲一等瑞宝章を没後追贈された。

### 死後

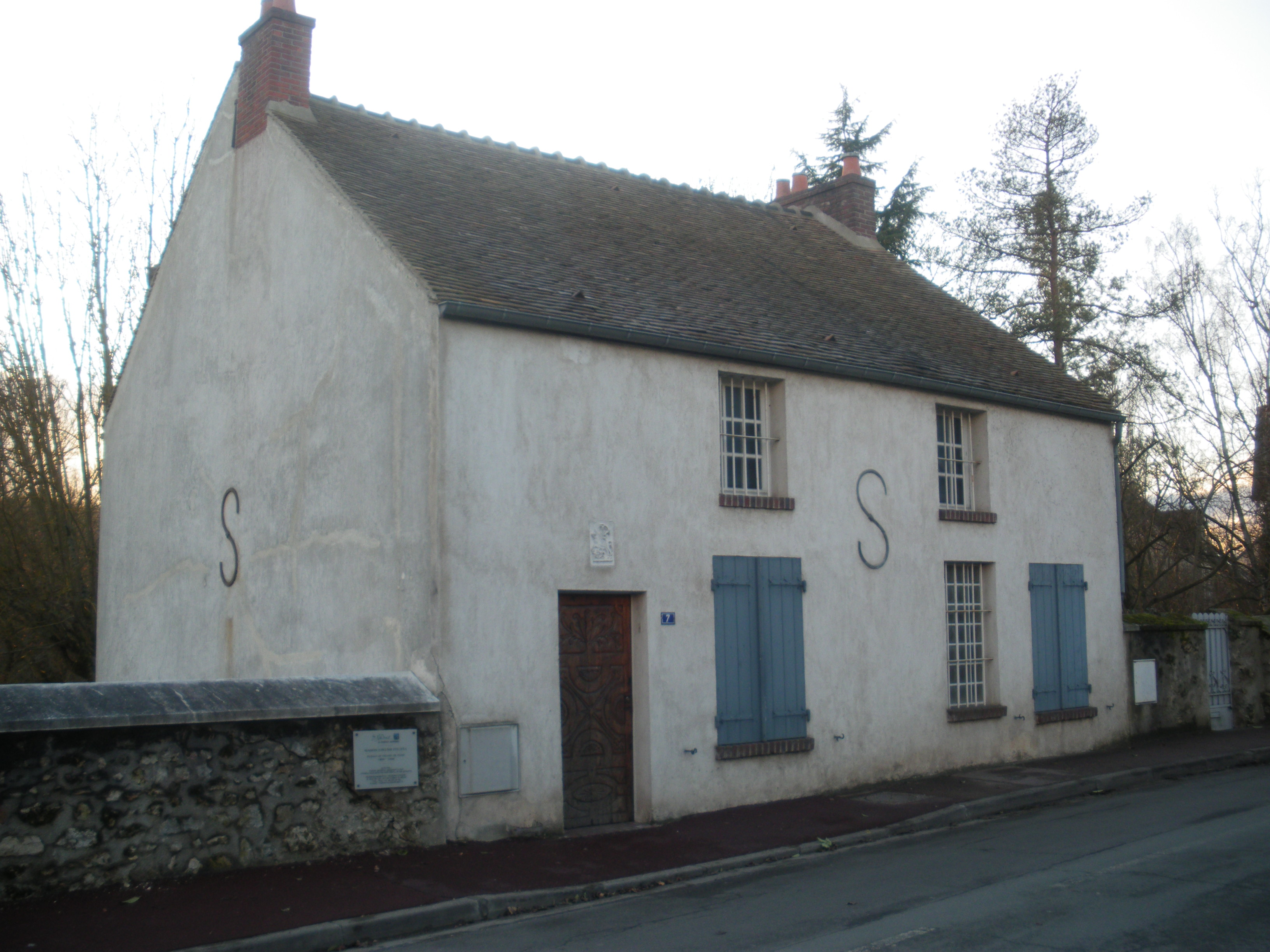
メゾン・アトリエ・フジタ

藤田の最期を看取った君代は、自身が没するまで藤田旧蔵作品を守り続けた。パリ郊外のヴィリエ・ル・バクルに旧宅を「メゾン・アトリエ・フジタ」として開館に向け尽力。晩年には個人画集・展覧会図録等の監修も行った。2007年に東京国立近代美術館アートライブラリーに藤田の旧蔵書約900点を寄贈し、その蔵書目録が公開された。藤田の死去から40年余りを経た2009年4月2日に、東京にて98歳で没した。遺言により遺骨は夫嗣治と共にランスの「フジタ礼拝堂」に埋葬された。君代夫人が所有したかどうかは明記されていないが、藤田作品の多くはポーラ美術館とランス美術館(フジタ礼拝堂がこの美術館の建物の一部)に収蔵されている。
2011年、君代が所蔵していた藤田の日記（1930年から1940年、1948年から1968年までで、戦時中のものは未発見）及び写真、16mmフィルムなど6000点に及ぶ資料が母校の東京芸術大学に寄贈されることが発表され、今後の研究に注目が集まっている。
2015年、日本・フランス合作の伝記映画『FOUJITA』（小栗康平監督）が公開され、2018年には『没後50年 藤田嗣治展』が東京と京都で開催されるなど、再評価の機運が高まっている。

## 名前の表記揺れについて
藤田は名前の表記揺れが多い画家である。まず「嗣治」の名前であるが、一般に「つぐはる」と読まれるが、前述のように「つぐじ」と読む場合もある。これについては、元々次男だったこともあり「つぐじ」と読んでいたが、父から「画家として名を成したら「つぐはる」と読め」といわれ、パリで成功した後の藤田は「つぐはる」と名乗るようになったと言う逸話が知られる。しかし、10代の頃から親友への手紙に「つぐはる」と記した例や、藤田の戦後のアメリカ・フランス行きを支援したGHQの印刷・出版担当官フランク・エドワード・シャーマン宛の手紙に「つぐじ」と署名するなど例外もあり、藤田がどういう意図をもって使い分けていたかは判然としない。
作品のサインも「Foujita」と「Fujita」の二通りある。フランス語としては前者が正しくパリ時代のものは同様に署名しているが、日本滞在中などでは後者の例が多い。
フランス帰化後の表記も、「レオナール・フジタ」と「レオナルド・フヂタ」の揺れがある。今日、前者で呼ばれる方が一般的であるが、これは君代の意向が大きく働いている。しかし、藤田自身はそもそもレオナルド・ダ・ヴィンチへの尊敬から後者で呼ばれることを好み、手紙類の日本語署名は全て「レオナルド（フヂタ） 」である。

## 岡沢吉夫との親交
1944年春、八王子付近で疎開先を探していた藤田は岡沢吉夫を訪問した。これまでに二人の交流があったかは不明だが、以後は親しく交流し、1945年8月の八王子空襲では、藤田をはじめ新制作派協会（現・新制作協会）の画家たちが岡沢の安否を気遣い見舞いに訪れた。
1947年2月には岡沢一家を招き、岡沢の娘・由美子に誕生日のお祝いとして「少女像」をプレゼントしている。藤田は岡沢の子・由美子と伸夫を心から可愛がっていたといい、この日も楽しげに遊ぶ姿を岡沢が撮影している。
1949年3月に日本を去った藤田は、いつどの飛行機で日本を発つかは誰にも言わず秘密にしていたが、一度目の査証申請時にすでに永遠に日本を去る決意を岡沢に語っている。のちに岡沢へ送った手紙には「（略）本当に岡沢さんにハお世話になった。疎開前後東京の住さんの処へ移った時又小竹町へ移った時は真裸体になって天井裏に入って電気をみてくだすった等とてもとても言葉に現はせぬ程親切にして下すつて其のご恩は忘れた事ハありませんでしたが日本を立つ時いろいろ邪魔が入ったりして世間が煩わしいのでだまつて君に御暇乞もせずに立つた事が大に今更口惜しいような気がして心残りになったと二人で今頃もつくづく噂した次第です　何うか悪しからず恩知らずの人間と思はずに居て下さい（略）」と思いを綴っている。
以後も手紙での親交は続き、1955年に藤田がレジオン・ドヌール勲章のオフィシエを受勲した際には、受勲の喜びと同時に複雑な心情を語っている。
1966年3月、「全日本スキー連盟オーストリア・フランス国立スキー学校旅行」の団長としてシャモニーを訪れていた岡沢は、娘・由美子の手配でヴィリエ・ル・バクルで藤田と再会している。藤田は訪ねてきた岡沢に「キリスト頭部のデッサン」と猫の版画を贈った。二人は藤田が1968年1月に息を引き取るまで幾度も手紙や絵葉書を送っている。

## 戦争画

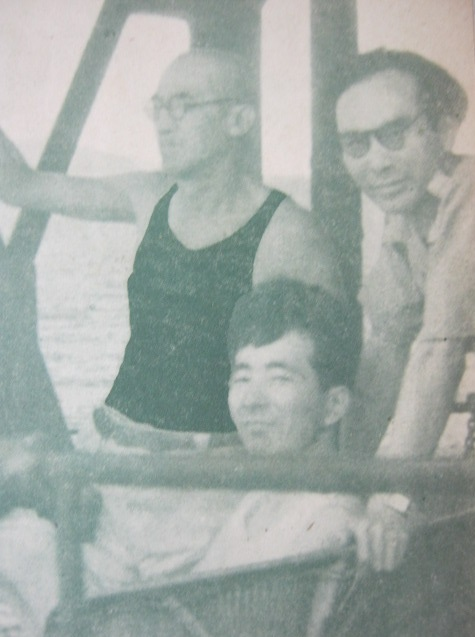
南方戦線に従軍画家として派遣された藤田、宮本三郎、小磯良平。（1942年）藤田は黒いタンクトップを着ているように見えるが、よく見ると後の修正で、実際は上半身裸だったと考えられる。

日中戦争勃発後に日本に戻っていた藤田には、陸軍報道部から戦争記録画（戦争画）を描くように要請があった。国民を鼓舞するために大きなキャンバスに写実的な絵を、と求められて描き上げた絵は100号200号の大作で、戦場の残酷さ、凄惨、混乱を細部まで濃密に描き出しており、一般に求められた戦争画の枠には当てはまらないものだった。同時に自身は、クリスチャンとしての思想を戦争画に取り入れ表現している。
1945年8月の終戦で戦争画を描くことはなくなったが、終戦後の連合国軍の占領下で、日本美術会の書記長で同時期に日本共産党に入党した内田巌などにより、半ばスケープゴートに近い形で「戦争協力者」と非難された。藤田は、連合国軍占領下の1949年に渡仏の許可が得られると「絵描きは絵だけ描いて下さい。仲間喧嘩をしないで下さい。日本画壇は早く国際水準に到達して下さい」との言葉を残してフランスへ移住し、生涯日本には戻らなかった。渡仏後、藤田は｢私が日本を捨てたのではない。日本に捨てられたのだ｣とよく語った。
その後も、「国のために戦う一兵卒と同じ心境で描いたのになぜ非難されなければならないか」と手記の中でも嘆いている。とりわけ藤田は陸軍関連者の多い家柄にあるため軍関係者には知己が多く、また戦後日本を占領する連合国軍において美術担当に当たったアメリカ人担当者とも友人であったがゆえに、戦後に「戦争協力者」のリストを作る際の窓口となるといった点などで槍玉にあげられる要素があった。
パリでの成功後も、第二次大戦後も、存命中に日本では然るべき評価は得られなかった。また君代夫人も夫の没後は「日本近代洋画シリーズ」や「近代日本画家作品集」などの、他の画家達と並ぶ形での画集収録は断ってきた。没後には日本でも徐々に藤田の評価が高まり、多くの展覧会が開かれている。

## 乳白色の肌の秘密

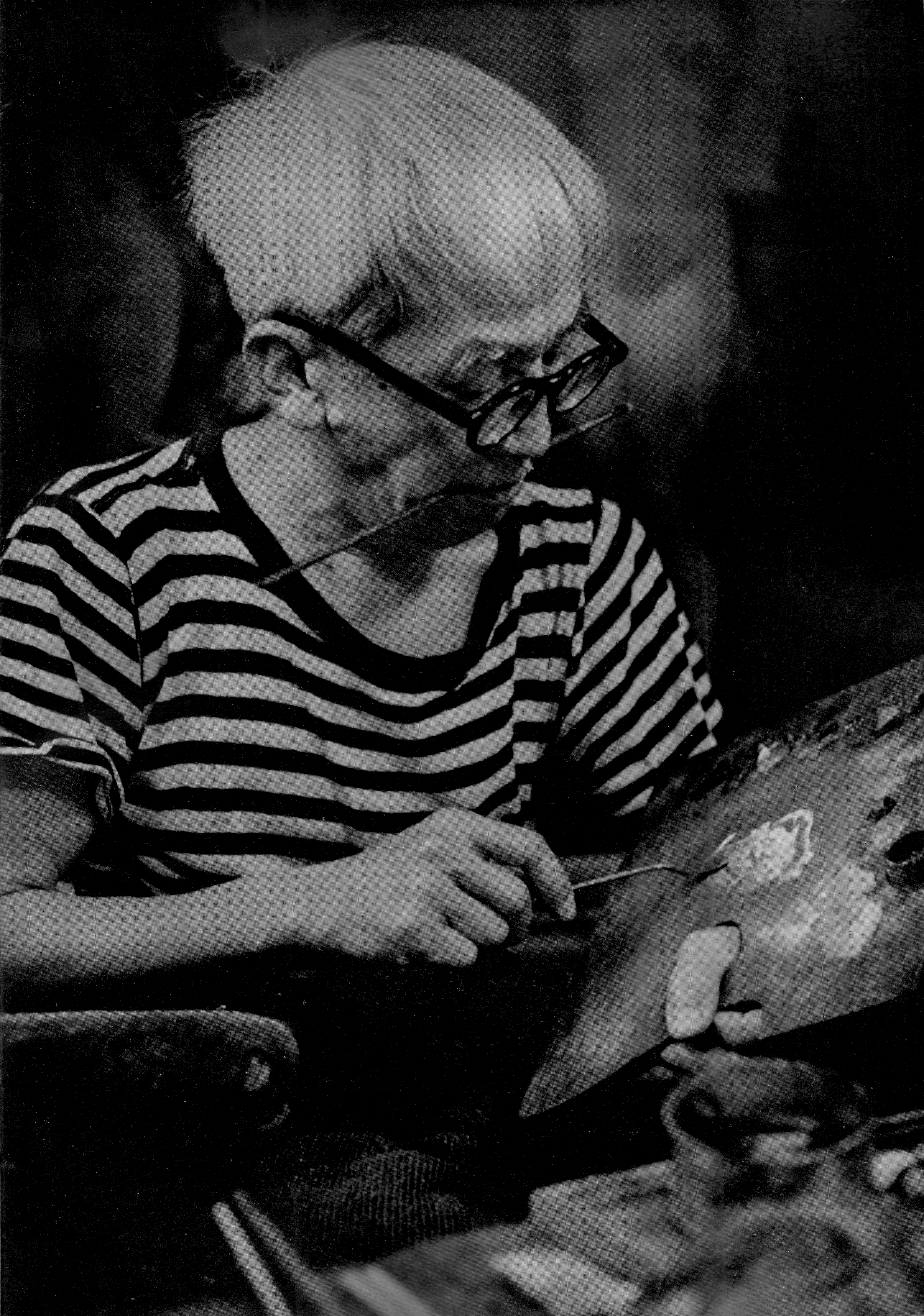
1948年5月12日 自宅にて 撮影：土門拳

藤田は絵の特徴であった『乳白色の肌』の秘密については一切語らなかった。近年、絵画が修復された際にその実態が明らかにされた。藤田は、硫酸バリウムを下地に用い、その上に炭酸カルシウムと鉛白を1:3の割合で混ぜた絵具を塗っていた。炭酸カルシウムは油と混ざるとほんのわずかに黄色を帯びる。さらに絵画の下地表層からはタルクが検出されており、その正体は和光堂のシッカロールだったことが2011年に発表された。
タルクの働きによって半光沢の滑らかなマティエールが得られ、面相筆で輪郭線を描く際に墨の定着や運筆のし易さが向上し、膠での箔置きも可能になる。この事実は、藤田が唯一製作時の撮影を許した土門拳による1942年の写真から判明した。以上の2つが藤田の絵の秘密であったと考えられている。ただし、藤田が画面表面にタルクを用いているのは、弟子の岡鹿之助が以前から報告している。
反面、藤田の技法は脆弱で経年劣化しやすい。水に反応し、絵肌は割れやすく、広い範囲に及ぶ網目状の亀裂の発生が度々観察される。また、多くの藤田作品には地塗り表面に特徴的な気泡の穴が多数散見され（贋作にはこの気泡は無いという）、これは油絵の具に混ぜた炭酸カルシウムと油が反応して発生したガスの穴だと考えられる。

## 作品
藤田の作品は、日本国内では東京のブリヂストン美術館、東京国立近代美術館、国立西洋美術館、箱根のポーラ美術館、秋田市の平野政吉美術館、軽井沢の軽井沢安東美術館（安東泰志設立、2022年秋に開館）で見ることができる。安東美術館は、藤田の作品のみを収蔵・常設展示する日本初の美術館である。
下記・関連図書の「世界のフジタに世界一巨大な絵…」の絵とは、平野政吉美術館所蔵の壁画『秋田の行事』（高さ3.65m・幅20.5m）である。現在は秋田県立美術館に展示されており、藤田が設計に携わった平野政吉美術館での展示から、秋田県立美術館での展示になったことへの批判も存在する。
晩年に手がけた最後の大作は、没する直前に描きあげたランスの教会における装飾画である。
藤田は挿画本作家としても独自の地位を得ている。ピエール・ロティ、ラビンドラナート・タゴール、ギヨーム・アポリネール、ポール・クローデル、ピエール・ルイス、ジャン・ジロドゥ、キク・ヤマタ、ジャン・コクトー等、大作家の著作に木版や銅版の版画を寄せ、出版社も多数にのぼる。挿画本は、絵と文に共通するテーマを設定し、それぞれの立場から表現する事を目指す共作であり競作で、挿画は単なる挿絵ではない。藤田は装画本のこうした特性をよく理解し、文を理解しつつもこれに負けない独自の表現を追求している。中でも、パリのフォーブール・サン＝トノレ通りの歴史風俗を描いたド・ヴィルフォスの『魅せられた河』（1951年）は石版による傑作である。
多くのエッセイを書き残し、没後に出版されている。藤田の芸術に対する考え方、人生に対する取り組み方が興味深い。死の直前までノートに書かれたモノローグの一つに「みちづれもなき一人旅 わが思いをのこる妻に残して。1966年9月28日」がある。
藤田は当時の男性としては珍しく、裁縫や木工など身の回りの様々な物を手作りしていた。藤田本人は「デパートなどで売っているのは全て商品に過ぎないという主張で、芸術家は宜しく芸術品を身に纏うべし」と言い、自身をアーティストではなくアルチザンであると語っていた。製作した物は自分が着用する服や帽子、自分の絵に使う額縁、象嵌細工を施した机や小箱など多岐にわたる。象嵌細工の机は目黒区美術館が所蔵する物の他に同一デザインのものが5点ほど存在する。

## 主な作品
| タイトル                                                                                     | 制作年           | 技法・素材                   | サイズ（cm）                         | 所蔵先                                             | 備考 |
| -------------------------------------------------------------------------------------------- | ---------------- | ---------------------------- | ------------------------------------ | -------------------------------------------------- | --- |
| にわとりとタマゴ                                                                             | 1901年頃         | 油彩・キャンバス             | 22x16                                | 軽井沢安東美術館                                   | |
| 婦人像                                                                                       | 1909年           | 油彩・キャンバス             | 60.3x45.7                            | 東京芸術大学                                       | 面貌から像主は最初の妻とみか。 |
| 父の像                                                                                       | 1909年           | 油彩・キャンバス             | 59.0x44.0                            | 東京芸術大学                                       | |
| 自画像                                                                                       | 1910年           | 油彩・キャンバス             | 60.6x45.5                            | 東京芸術大学                                       | |
| 朝鮮風景                                                                                     | 1913年           | 油彩・キャンバス             | 78.1x114.7                           | 下関市立美術館                                     | |
| スーチンのアトリエ                                                                           | 1913年           | 油彩・キャンバス             | 41.0x33.0                            | ランス美術館                                       | |
| キュビズム風静物                                                                             | 1914年           | キャンバス・油彩             | 54.2x81.4                            | ポーラ美術館                                       | |
| 巴里城門                                                                                     | 1914年           | キャンバス・油彩             | 33.7x41.7                            | ポーラ美術館                                       | |
| トランプ占いの女                                                                             | 1914年           | 水彩・紙                     | 30.5x22.5                            | 徳島県立近代美術館                                 | キュビズム |
| 収穫                                                                                         | 1917年           | 油彩・キャンバス             | 92.0x73.2                            | 個人                                               | |
| 断崖の若いカップル                                                                           | 1917年           | 油彩・キャンバス             | 73x92.4                              | ベルナール・ビュフェ美術館                         | |
| 雪のパリの街並み                                                                             | 1917年           | 油彩・キャンバス             | 45.5x38.0                            | ベルナール・ビュフェ美術館                         | |
| ル・アーヴルの港                                                                             | 1917年           | 油彩・キャンバス             | 45.8x60.9                            | 横須賀美術館                                       | |
| パリ風景                                                                                     | 1918年1月        | 油彩・キャンバス             | 84.0x103.5                           | 東京国立近代美術館                                 | |
| モンルージュ、パリ                                                                           | 1918年           | 油彩・キャンバス             | 41.0x33.5                            | 静岡県立美術館                                     | |
| 巴里風景                                                                                     | 1918年           | 油彩・キャンバス             | 46.0x55.2                            | ブリヂストン美術館                                 | |
| 風景                                                                                         | 1918年           | 油彩・キャンバス             | 46.2x38.0                            | 名古屋市美術館                                     | |
| 聖誕 於巴里                                                                                  | 1918年           | 油彩・キャンバス             | 114.0x146.0                          | 松岡美術館（東京都港区）                           | |
| 二人の子供と鳥籠                                                                             | 1918年           | 油彩・キャンバス             | 81.0x65.0                            | 松岡美術館                                         | |
| ドランプル街の中庭、雪の印象                                                                 | 1918年           | 油彩・キャンバス             | 27.6x35.4                            | 個人（日本）                                       | |
| 花を持つ少女                                                                                 | 1918年           | 油彩・キャンバス             | 65.4x54.0                            | 栃木県立美術館                                     | |
| 二人の女                                                                                     | 1918年           | 油彩・キャンバス             | 92.2x73.3                            | 北海道立近代美術館                                 | |
| 聖母子                                                                                       | 1918年頃         | 油彩・金箔、キャンバス       | 58.0x48.0                            | ヴァチカン美術館                                   | |
| 自画像                                                                                       | 1921年           | 油彩・キャンバス             | 100.0x80.5                           | ベルギー王立近代美術館                             | 同年のサロン・ドートンヌ出品作3点のうちの1点 |
| 私の部屋、目覚まし時計のある静物                                                             | 1921年           | 油彩・キャンバス             | 130x97                               | フランス国立近代美術館（ポンピドゥー・センター内） | 同年のサロン・ドートンヌ出品作3点のうちの1点 |
| 横たわる裸婦と猫                                                                             | 1921年           | 油彩・キャンバス             | 72x115                               | プティ・パレ美術館（パリ）                         | 同年のサロン・ドートンヌ出品作3点のうちの1点の可能性がある。                                                                                                 |
| 私の部屋、アコーディオンのある静物                                                           | 1922年           | 油彩・キャンバス             | 130x97                               | フランス国立近代美術館（ナンシー美術館寄託）       | 同年のサロン・ドートンヌ出品作3点のうちの1点。他は《裸婦》《学校》という題名は判明しているものの、作品は特定されていない。                                   |
| 寝室の裸婦キキ                                                                               | 1922年           | 油彩・キャンバス             | 130x195                              | パリ市立近代美術館                                 | その大きさから、同年のサロン・ドートンヌ出品作3点のうちの《裸婦》の可能性がある。                                                                            |
| ジュイ布のある裸婦                                                                           | 1922年           | 油彩・キャンバス             |                                      | パリ市立近代美術館                                 | |
| 横たわる裸婦                                                                                 | 1922年           | 油彩・キャンバス             | 72.5x115                             | ニーム美術館                                       | |
| エミリー・クレイン・シャドボーンの肖像                                                       | 1922年           | テンペラ、銀箔・キャンバス   | 89.5x146.1                           | シカゴ美術館                                       | |
| バラ                                                                                         | 1922年           | 油彩・キャンバス             | 81.0x65.0                            | ユニマットグループ                                 | アンリ・ベルンスタン旧蔵 |
| アントワープ港からの眺め                                                                     | 1923年           | 油彩・キャンバス             | 170.0x224.0                          | 島根県立石見美術館                                 | |
| 長い髪のユキ                                                                                 | 1923年           | 油彩・キャンバス             | 100.0x65.0                           | ユニマットグループ                                 | |
| 裸婦                                                                                         | 1923年           | 油彩・キャンバス             | 144x87.5                             | フォール美術館                                     | |
| 裸婦                                                                                         | 1923年           | 油彩・キャンバス             | 54.5x100                             | 公益財団法人 ひろしま美術館                        | |
| 五人の裸婦                                                                                   | 1923年           | 油彩・キャンバス             | 169x200                              | 東京国立近代美術館                                 | 同年秋のサロン・ドートンヌ出品 |
| 座る女性と猫                                                                                 | 1923年           | 油彩・キャンバス             | 114.0x77.0                           | 鹿児島市立美術館                                   | |
| タピスリーと裸婦                                                                             | 1923年           | 油彩・キャンバス             | 130.0x96.0                           | 京都国立近代美術館                                 | |
| 室内、妻と私                                                                                 | 1923年           | 油彩・キャンバス             | 145.8x114.0                          | 笠間日動美術館                                     | ソシエテ・ナショナルのサロン出品作 |
| 人形を抱く少女                                                                               | 1923年           | 油彩・キャンバス             | 73.4x54.3                            | 群馬県立近代美術館                                 | |
| ヴァイオリンをもつ子ども                                                                     | 1923年           | 油彩・キャンバス             | 116x73                               | 熊本県立美術館                                     | |
| 友情                                                                                         | 1924年           | 油彩・キャンバス             | 146.0x89                             | フランス国立近代美術館（リブルヌ美術館寄託）       | 同年のサロン・ドートンヌ出品作2点のうちの1点。 |
| ユキ（雪の女王）                                                                             | 1924年           | 油彩・キャンバス             |                                      | プティ・パレ美術館                                 | 同年のサロン・ドートンヌ出品作2点のうちの1点。 |
| 横たわる裸婦（ユキ）                                                                         | 1924年           | 油彩・キャンバス             | 54x73                                | ユニマットグループ                                 | |
| エレーヌ・フランクの肖像                                                                     | 1924年3月        | 油彩・キャンバス             | 142.0x115.0                          | イセ文化基金                                       | |
| 動物群                                                                                       | 1924年           | 油彩・キャンバス             | 97x145.5                             | 目黒区美術館                                       | |
| 10人の子どもたち                                                                             | 1924年           | 油彩・キャンバス             | 114.0x144.3                          | 目黒区美術館                                       | |
| 貝殻のある静物                                                                               | 1924年           | 油彩・キャンバス             | 73.0x61.0                            | 高知県立美術館                                     | |
| ギターを持つ少年と少女                                                                       | 1924年           | 油彩・キャンバス             | 72.8x60.0                            | 樋田コレクション                                   | |
| 砂の上で                                                                                     | 1925年           | 油彩・キャンバス             | 70.3x160.8                           | 姫路市立美術館                                     | |
| 座る裸婦                                                                                     | 1925年           | 油彩・キャンバス             | 73x60                                | アンドレ・マルロー美術館                           | |
| 舞踏会の前                                                                                   | 1925年           | 油彩・キャンバス             | 168.5x199.5                          | 大原美術館                                         | |
| 横たわる裸婦（夢）                                                                           | 1925年           | 油彩・キャンバス             | 142x123                              | 国立国際美術館                                     | |
| 横たわる貴婦人                                                                               | 1925年           | 油彩・キャンバス             | 65.2x80.5                            | 宮城県美術館寄託                                   | |
| 夢から醒めて                                                                                 | 1925年           | 油彩・キャンバス             | 142.0x123.0                          | テレビ朝日                                         | |
| 夢                                                                                           | 1925年           | 油彩・キャンバス             | 142.3x123.4                          | 岐阜県美術館                                       | |
| 青衣の女                                                                                     | 1925年           | 油彩・キャンバス             | 55.0x38.0                            | 愛知県美術館                                       | |
| 二人の女                                                                                     | 1926年           | 油彩・キャンバス             | 92x73                                | プティ・パレ美術館                                 | |
| 2人の裸婦                                                                                    | 1926年           | 油彩・キャンバス             | 50x73                                | ユニマットグループ                                 | |
| 横たわる裸婦                                                                                 | 1926年           | 油彩・キャンバス             | 53.0x63.8                            | 神奈川県立近代美術館（北河原コレクション）         | |
| 横綱栃木山の肖像                                                                             | 1926年           | 水彩、木炭・絹               | 115.2x89.5                           | グルノーブル美術館                                 | 同年のサロン・ドートンヌ出品作 |
| アトリエの自画像                                                                             | 1926年           | 油彩・キャンバス             | 81.0x61.0                            | リヨン美術館                                       | |
| インク壺の静物                                                                               | 1926年           | 油彩・キャンバス             | 22x26.9                              | ブリヂストン美術館                                 | |
| アンナ・ド・ノアイユの肖像                                                                   | 1926年頃         | 油彩・キャンバス             | 167.1x108.4                          | DIC川村記念美術館                                  | |
| シュジー・ソリドールの肖像                                                                   | 1927年           | 油彩、金箔・キャンバス       | 97x63                                | カーニュ＝シュル＝メール・シャトー美術館           | |
| 裸婦                                                                                         | 1927年           | 油彩・キャンバス             | 63.5x98.5                            | ベルギー王立美術館                                 | 薩摩治郎八が、外交官安達峰一郎の仲介を経て王立美術館に寄贈                                                                                                   |
| 横たわる裸婦                                                                                 | 1927年           | 油彩・キャンバス             | 81.0x100.0                           | 茨城県近代美術館                                   | |
| 猫のいる自画像                                                                               | 1927年頃         | 油彩・キャンバス             | 54.3x45.5                            | 三重県立美術館                                     | |
| 受胎告知・三王礼拝・十字架降下                                                               | 1927年           | 油彩、金箔・キャンバス       | 前2者が150.0x100.0 後者が150.0x150.0 | 公益財団法人 ひろしま美術館                        | 三連祭壇画を意識して制作されたと推測される。 |
| ライオンのいる構図                                                                           | 1928年           | 油彩・キャンバス             | 300x300                              | エソンヌ県議会                                     | |
| 犬のいる構図                                                                                 | 1928年           | 油彩・キャンバス             | 300x300                              | エソンヌ県議会                                     | |
| 争闘1                                                                                        | 1928年           | 油彩・キャンバス             | 300x300                              | エソンヌ県議会                                     | |
| 争闘2                                                                                        | 1928年           | 油彩・キャンバス             | 300x300                              | エソンヌ県議会                                     | |
| 裸婦                                                                                         | 1928年           | 油彩・キャンバス             | 73.0x101.0                           | 個人（名古屋市美術館寄託）                         | |
| 座る女                                                                                       | 1929年           | 油彩、金箔・キャンバス       | 110.0x125.0                          | 国立西洋美術館                                     | |
| 自画像                                                                                       | 1929年           | 油彩、鉛筆、金箔・キャンバス | 81.4x65.5                            | 名古屋市美術館                                     | |
| 自画像                                                                                       | 1929年           | 油彩・キャンバス             | 61.0x50.2                            | 東京国立近代美術館                                 | 同年10月の第10回帝展出品 |
| 欧人日本へ渡来の図                                                                           | 1929年           | 油彩、金箔・板パネル張り     | 300x600                              | パリ日本館                                         | |
| 馬の図                                                                                       | 1929年           | 油彩、金箔・板パネル張り     | 235x462                              | パリ日本館                                         | |
| 二人の友達                                                                                   | 1929年           | 油彩・キャンバス             | 81x54                                | DIC川村記念美術館                                  | |
| 二人の裸婦                                                                                   | 1929年           | 油彩・キャンバス             | 178.0x94.2                           | 富山県美術館                                       | |
| 二人裸婦                                                                                     | 1930年           | 油彩・キャンバス             | 143.0x125.0                          | 神奈川県立近代美術館                               | |
| 三人の女                                                                                     | 1930年           | 油彩・キャンバス             | 142.5x124.6                          | エソンヌ県議会                                     | |
| 死に対する生命の勝利                                                                         | 1930年           | 油彩・キャンバス             | 161.0x183.5                          | パーフェクト リバティー教団                        | |
| 調教師とライオン                                                                             | 1930年           | 油彩・キャンバス             | 147x91                               | プティ・パレ美術館                                 | |
| 横たわる裸婦と猫                                                                             | 1931年           | 油彩・キャンバス             | 73.2x116.2                           | 埼玉県立近代美術館                                 | |
| 横たわる裸婦と猫                                                                             | 1931年           | 油彩・キャンバス             | 73.2x116.2                           | 埼玉県立近代美術館                                 | |
| 仰臥裸婦                                                                                     | 1931年           | 油彩・キャンバス             | 96.9x162.2                           | 福岡市美術館                                       | |
| 横たわる裸婦                                                                                 | 1931年           | 油彩・キャンバス             | 64.7.x80.5                           | 長島美術館                                         | |
| 横たわる裸婦                                                                                 | 1932年           | 油彩・キャンバス             | 71.5x91                              | 個人                                               | |
| 横たわる裸婦（マドレーヌ）                                                                   | 1932年           | 油彩・絹                     | 69x99                                | ユニマットグループ                                 | |
| 横たわる裸婦と猫                                                                             | 1932年           | 油彩・キャンバス             | 65.0x100.0                           | ブリヂストン美術館                                 | |
| カーニバルの後                                                                               | 1932年           | 油彩・キャンバス             | 98.5x79.0                            | 公益財団法人 平野政吉美術財団                      | |
| 室内の女二人                                                                                 | 1932年           | 油彩・キャンバス             | 95.0x77.0                            | 公益財団法人 平野政吉美術財団                      | |
| 婦人像（リオ）                                                                               | 1932年           | 油彩・キャンバス             | 81.2x65.0                            | 広島県立美術館                                     | |
| 家族の肖像                                                                                   | 1932年           | 鉛筆、パステル・紙           | 86.5x67.2                            | 名古屋市美術館                                     | |
| ラマと四人の人物                                                                             | 1933年           | 水彩・紙                     | 155x95                               | 三重県立美術館                                     | 翌年の二科展出品 |
| 大地                                                                                         | 1934年           | 油彩・キャンバス             | 244.6x968.0                          | 公益財団法人 ウッドワン美術館                      | 元は銀座聖書館ビル内ブラジルコーヒー陳列所を飾った幅15メートルを超える壁画。6年後に依頼主だったブラジルのアッスムソン邸に移設され、この時3割ほど切り取られた |
| メキシコに於けるマドレーヌ                                                                   | 1934年           | 油彩・キャンバス             | 91.0x72.5                            | 京都国立近代美術館                                 | |
| 力士と病児                                                                                   | 1934年           | 油彩・キャンバス             | 116.8x91.0                           | 大日本印刷株式会社                                 | |
| 空の上の空中戦                                                                               | 1934年           | 油彩・キャンバス             | 100x81                               | 法人                                               | |
| 北平の力士                                                                                   | 1935年           | 油彩・キャンバス             | 180.9x225.4                          | 公益財団法人 平野政吉美術財団                      | 第22回二科展出品 |
| 五人女                                                                                       | 1935年           | 油彩・キャンバス             | 192.5x128.5                          | 公益財団法人 平野政吉美術財団                      | 第22回二科展出品 |
| Ｙ夫人の肖像                                                                                 | 1935年           | 油彩・キャンバス             | 92x117.5                             | 個人                                               | 第22回二科展出品 |
| 葡萄畑の女性、母と娘、ポプラ並木の女性と楽士、犬を抱く女性と楽士、貴婦人と召使い。女性と天使 | 1935年           | 油彩・キャンバス             | 131.0x188.0（各）                    | 赤坂迎賓館                                         | 元は銀座コロンバン洋菓子店2階サロン天井画。迎賓館開館時に6点全て同館に寄贈された。作風は18世紀ロココ様式を代表する画家・アントワーヌ・ヴァトーに倣っている。 |
| ノルマンディーの春                                                                           | 1936年           | 油彩・キャンバス             | 221.5x291.8                          | 関西日仏学館玄関ホール                             | |
| 野あそび                                                                                     | 1936年           | 油彩・キャンバス             | 160x350                              | 志摩観光ホテル                                     | 京都の丸物百貨店喫茶店装飾画として制作。都ホテル東京を経て、2002年、現在の場所に移った。                                                                     |
| 自画像                                                                                       | 1936年           | 油彩・キャンバス             | 127.7x191.9                          | 公益財団法人 平野政吉美術財団                      | |
| 秋田の行事                                                                                   | 1937年           | 油彩・キャンバス             | 365.0x2050.0                         | 公益財団法人 平野政吉美術財団                      | |
| 一九〇〇年                                                                                   | 1937年           | 油彩・キャンバス             | 144x110.5                            | 公益財団法人 平野政吉美術財団                      | |
| 那覇の客人                                                                                   | 1938年           | 油彩・キャンバス             | 114.5x89.5                           | 公益財団法人 平野政吉美術財団                      | 第25回二科展出品 |
| 孫                                                                                           | 1938年           | 油彩・キャンバス             | 100.0x80.5                           | 沖縄県                                             | |
| ディナー・パーティー                                                                         | 1939年           | 油彩・キャンバス             | 88.5x129.6                           | 公益財団法人 ウッドワン美術館                      | |
| 青いドレスの女                                                                               | 1939年           | 油彩・キャンバス             | 57.6x71.2                            | 島根県立石見美術館                                 | |
| サーカスの人気者                                                                             | 1939年           | 油彩・キャンバス             | 100.0x80.6                           | 島根県立美術館                                     | |
| 猫のいる風景                                                                                 | 1939-40年        | 油彩・キャンバス             | 80.6x99.9                            | ブリヂストン美術館                                 | |
| ドルドーニュの家                                                                             | 1940年           | 油彩・キャンバス             | 45.5x53.3                            | ブリヂストン美術館                                 | |
| カルポーの公園                                                                               | 1940年           | 油彩・キャンバス             | 31.8x40.9                            | ブリヂストン美術館                                 | |
| 猫（闘争）                                                                                   | 1940年           | 油彩・キャンバス             | 78.7x98.5                            | 東京国立近代美術館                                 | 第27回二科展出品 |
| 人魚                                                                                         | 1940年           | 油彩・キャンバス             | 63.5x99.5                            | 個人（香港）                                       | |
| 哈爾哈河畔之戦闘                                                                             | 1941年           | 油彩・キャンバス             | 140.0x448.0                          | 東京国立近代美術館保管（アメリカ合衆国無期限貸与） | 翌年7月の第2回聖戦美術展出品 |
| アッツ島玉砕                                                                                 | 1943年           | 油彩・キャンバス             | 193.5x259.5                          | 東京国立近代美術館保管（アメリカ合衆国無期限貸与） | 同年9月の決戦美術展出品 |
| 仏印風景                                                                                     | 1943年           | 油彩・キャンバス             | 60.5x72.8                            | 島根県立美術館                                     | |
| 渡洋爆撃（空中戦）                                                                           | 不詳             | 油彩・板                     | 23.0x32.5                            | 福富太郎コレクション                               | 描かれている爆撃機は九九式双発軽爆撃機 |
| 仏印メコンの広野                                                                             | 1944年           | 油彩・キャンバス             | 53.2x73.0                            | 日本赤十字社                                       | 徳川圀順が日本赤十字社社長在任中に社長室を飾った作品。退任後そのまま赤十字社に寄贈。                                                                         |
| サイパン島同胞臣節を全うす                                                                   | 1945年           | 油彩・キャンバス             | 181.0x362.0                          | 東京国立近代美術館保管（アメリカ合衆国無期限貸与） | 同年4月の「戦争美術展 昭和19年度陸軍作戦記録画」出品。バンザイクリフの凄惨な情景を描いた作品で、その残酷さから児童生徒には公開されなかったという。           |
| 無題                                                                                         | 1946年           | 油彩・キャンバス             | 70.0x88.5                            | 熱田神宮                                           | 風景画 |
| 優美神                                                                                       | 1946-48年        | 油彩・キャンバス             | 127.3x191.0                          | 聖徳大学川並記念図書館                             | |
| 私の夢                                                                                       | 1947年           | 油彩・キャンバス             | 64.3x99.0                            | 新潟県立万代島美術館                               | 同年5月の東京都美術館開館20周年記念現代美術展覧会出品 |
| カフェ                                                                                       | 1949年           | 油彩・キャンバス             | 76x64                                | フランス国立近代美術館                             | |
| 美しいスペイン女                                                                             | 1949年           | 油彩・キャンバス             | 76.0x63.5                            | 豊田市美術館                                       | |
| 占いの老女                                                                                   | 1949年           | 油彩・キャンバス             | 101.6x76.0                           | 公益財団法人 ウッドワン美術館                      | |
| 姉妹                                                                                         | 1950年           | 油彩・キャンバス             | 60.8x45.3                            | ポーラ美術館                                       | |
| 夢見る女                                                                                     | 1951年           | 油彩・キャンバス             |                                      | ベルナール・ビュフェ美術館                         | |
| ジャン・ロスタンの肖像                                                                       | 1955年           | 油彩・キャンバス             | 100x81                               | カルナヴァレ博物館                                 | |
| 校庭                                                                                         | 1956年           | 油彩・キャンバス             | 65.3x54.1                            | ポーラ美術館                                       | |
| 家馬車の前のジプシー娘                                                                       | 1956年           | 油彩・キャンバス             |                                      | 山王美術館                                         | |
| 河原にて                                                                                     | 1956年           | 油彩・キャンバス             | 54.0.x65.1                           | 長島美術館                                         | |
| 誰と戦いますか?                                                                              | 1957年           | 油彩・キャンバス             | 130x195                              | エソンヌ県議会                                     | 同年の「時代の証人たち」展出品 |
| カルチェ・ラタンのビストロ                                                                   | 1958年           | 油彩・キャンバス             | 97.5x156                             | カルナヴァレ博物館                                 | |
| 庭園の子供達                                                                                 | 1958年           | 油彩・キャンバス             | 94.2x94.8                            | 聖徳大学                                           | |
| アージュ・メカニック（機械の時代）                                                           | 1958-59年        | 油彩・キャンバス             | 114.0x146.0                          | パリ市立近代美術館                                 | |
| 花の洗礼                                                                                     | 1959年           | 油彩・キャンバス             | 130.5x97.5                           | パリ市立近代美術館                                 | |
| 聖母子                                                                                       | 1959年10月14日   | 油彩・キャンバス             | 81.7x54.2                            | ランス大聖堂（ランス美術館寄託）                   | |
| EVE                                                                                          | 1959年           | 油彩・キャンバス             | 61.0x38.0                            | 公益財団法人 ウッドワン美術館                      | |
| キリスト降架                                                                                 | 1959年クリスマス | 油彩・キャンバス             | 112.0x144.0                          | パリ市立近代美術館（ランス美術館寄託）             | 翌年の第1回「国際宗教美術展」（イタリア・トリエステ）金賞 |
| 磔刑                                                                                         | 1960年           | 油彩・キャンバス             | 145.0x88.0                           | パリ市立近代美術館（ランス美術館寄託）             | |
| アッシジ                                                                                     | 1961年           | 油彩・キャンバス             | 38x61.2                              | ひろしま美術館                                     | |
| 聖母子                                                                                       | 1962年           | 油彩・キャンバス             | 55.0x38.2                            | 吉野石膏                                           | |
| 礼拝                                                                                         | 1963年           | 油彩・キャンバス             | 114.8x147                            | パリ市立近代美術館                                 | |
| マドンナ                                                                                     | 1964年           | 油彩・キャンバス             | 60.9x38.2                            | ランス市立美術館                                   | |

## 著作
- 『猫の本 藤田嗣治画文集』（講談社、2003年）
- 『腕（ブラ）一本・巴里の横顔』（近藤史人編、講談社文芸文庫、2005年）。旧版は講談社、1984年
- 『藤田嗣治随筆集 地を泳ぐ』 （平凡社ライブラリー、2014年）。旧版は講談社、1984年
- 『藤田嗣治　妻とみへの手紙 1913－1916』（上・下、人文書院、2016年）。林洋子監修・加藤時男校訂
- 『藤田嗣治　戦時下に書く 新聞・雑誌寄稿集　1935～1956年』（ミネルヴァ書房、2018年）。林洋子編
- 『藤田嗣治芸術試論　藤田嗣治直話』夏堀全弘編（三好企画、2004年）

## 偽作
- 2004年から2005年にかけて、オフセット印刷された藤田の作品が正規の版画作品として流通、丸善雄松堂を通じて市販されたことがある。後日、指摘を受けた丸善は回収に乗り出したが、行方不明になったものも存在する[53]。

## 関連図書
- 田中穣 『評伝 藤田嗣治』（芸術新聞社、1988、改訂版2015）
- 近藤史人 『藤田嗣治「異邦人」の生涯』（講談社、2002／講談社文庫、2006）
- 湯原かの子 『藤田嗣治 パリからの恋文』（新潮社、2004）
- 『ユリイカ 詩と批評 特集 藤田嗣治』、2006年5月号（青土社）
- 蘆原英了 『僕の二人のおじさん、藤田嗣治と小山内薫』 （田之倉稔解説、新宿書房、新版2007）
- 林洋子 『藤田嗣治 作品をひらく 旅・手仕事・日本』（名古屋大学出版会、2008）
- 木島隆康・林洋子編 『藤田嗣治の絵画技法に迫る：修復現場からの報告』（東京藝術大学出版会、2010）
- 柴崎信三 『絵筆のナショナリズム－フジタと大観の戦争』（幻戯書房、2011）
- 矢内みどり 『藤田嗣治とは誰か―作品と手紙から読み解く、美の闘争史』（求龍堂、2015）
- 平山周吉 『戦争画リターンズ　藤田嗣治とアッツ島の花々』（芸術新聞社、2015）
- 佐野勝也 『フジタの白鳥　画家藤田嗣治の舞台美術』（エディマン、2017）
- 富田芳和 『なぜ日本はフジタを捨てたのか?―藤田嗣治とフランク・シャーマン 1945～1949』（静人舎、2018）
- 藤田嗣隆 『レオナルド藤田嗣治覚書　レオナール・フジタとの散歩』（求龍堂、2020）- 親族による評伝
- 清水敏男 『藤田嗣治 パリを歩く』（東京書籍、2021）

小著
- 『藤田嗣治 手しごとの家』（林洋子解説、集英社新書ヴィジュアル版、2009.11）
- 『藤田嗣治 本のしごと』（林洋子解説、集英社新書ヴィジュアル版、2011.6）
- 『藤田嗣治 手紙の森へ』（林洋子解説、集英社新書ヴィジュアル版、2018.1）
- 『もっと知りたい 藤田嗣治 生涯と作品』（林洋子監修、東京美術「アート・ビギナーズ・コレクション」、2013）
- 布施英利『藤田嗣治がわかれば絵画がわかる』（NHK出版新書、2018.8）
- 『旅する画家 藤田嗣治』（林洋子監修、新潮社<とんぼの本>、2018.9）
- 『猫と藤田嗣治』（内呂博之監修、エクスナレッジ、2019.4）
- 『夜と猫』（藤田嗣治・絵、エリザベス・コーツワース・詩、矢内みどり訳、2023.10）

画集・図版
- 『藤田嗣治画集 素晴らしき乳白色』（藤田君代監修、講談社、2002）- 大著
- 『藤田嗣治画集』（全3巻、林洋子監修、小学館、2014）
- 『藤田嗣治の少女』（会田誠編、講談社、2018）
- 『藤田嗣治作品集』（清水敏男編、東京美術、2018）
- 『猫と女とモンパルナス　藤田嗣治』（オクターブ、2018）- 写真アルバム
- 『藤田嗣治　腕一本で世界に挑む』（平凡社〈別冊太陽〉、2019）
- 『藤田嗣治 安東コレクションの輝き　猫と少女と軽井沢』（軽井沢安東美術館編、世界文化社、2022、増補版2024）
- 『猫の本　藤田嗣治安東コレクションより』（軽井沢安東美術館編、世界文化社、2023）

展覧会図録
- 『生誕120年 藤田嗣治展 パリを魅了した異邦人』 尾崎正明ほか編集、NHKプロモーション・日本経済新聞社、2006年
- 『藤田嗣治渡仏100周年記念 レオナール・フジタとパリ 1913-1931』 村上哲・ブレーントラスト編、藤田嗣治渡仏100周年記念・同 カタログ委員会、2013年
- 『秋田県立美術館 開館記念特別展 壁画《秋田の行事》からのメッセージ 藤田嗣治の1930年代』[54]公益財団法人 平野政吉美術財団編、秋田協同印刷株式会社、2013年9月
- 『生誕130年記念 藤田嗣治展 東と西を結ぶ絵画』 名古屋市美術館ほか編、中日新聞社、2016年
- 『レオナール・フジタとモデルたち』 中村水絵編、キュレイターズ、2016年、ISBN 978-4-901745-24-6
- 『没後50年 藤田嗣治 本のしごと　文字を装う絵の世界展図録』 林洋子監修・西宮市大谷記念美術館ほか編、キュレイターズ、2018年
- 『没後50年 藤田嗣治展』 東京都美術館ほか編、朝日新聞社・NHKプロモーション、2018年
- 『フジタ－色彩への旅』 ポーラ美術館編、求龍堂、2021年

アン・ル・ディベルデル、佐々木佳苗、三木学、今井敬子ほか解説
- 『藤田嗣治 7つの情熱』 求龍堂、2025年。シルヴィー・ビュイッソン、矢内みどりほか
- 『藤田嗣治 絵画と写真』 キュレイターズ、2025年。東京ステーションギャラリー